# 孙来燕
孙来燕（1957年10月—），男，江苏泰州人，生于北京，中华人民共和国政治人物，曾任国家航天局局长。曾参与神州六号、神州七号和嫦娥一号的发射任务。

## 生平
孙来燕1982年毕业於西安交通大学低温工程专业。毕业後在北京卫星环境工程研究所工作，任工程组副组长、研究室副主任。1987年－1993年，他於巴黎第六大学留学，并获得博士学位。回国後，他担任北京卫星环境工程研究所副所长，後担任所长。1999年，他被任命为中国国家航天局副局长。他於2001年担任国防科工委秘书长，2004年10月出任国防科工委副主任、国家航天局局长。2008年3月，改任国家航天局局长、国家国防科技工业局副局长（副部长级）。2010年5月，孙来燕不再担任国家航天局局长。2018年1月，当选第十三届全国政协委员。

## 家庭
已婚，育有一女。